# Нафтан (футбольный клуб)
«Нафта́н» (бел. «Нафтан») — белорусский футбольный клуб из города Новополоцка, основанный в 1963 году.
C 2018 года участвовал в Первой лиге Беларуси, в сезоне 2022 стал победителем и вышел в Высшую лигу. Двукратный обладатель Кубка Беларуси (2008/09 и 2011/12).

## Названия клуба
- «Нефтяник» (1963—1974)
- «Новополоцк» (1979—1980)
- «Двина» (1981—1988)
- «Коммунальник» (1989)
- «Двина» (1990—1991)
- «Нафтан» (1992—1994)
- «Нафтан-Девон» (1995—2000)
- «Нафтан» (с 2001)

## История

### 1958—1974
В 1959 году в городе появились первые футбольные команды. Представляли они трест № 16 «Нефтестрой». В конце 1963 года начал работу нефтеперерабатывающий завод, и уже в 1964 году футбольный клуб «Нефтяник» стартовал в различных областных соревнованиях. Одолев в финале «Станкостроитель» из областного центра, команда стала обладателем Кубка Витебщины. Это позволила коллективу выступить в розыгрыше Кубка Белоруссии. Костяк «Нефтяника» в те годы составляли игроки из Орска. Работники Орского НПЗ приезжали в Новополоцк по переводу. В орскую «диаспору» «Нефтяника» входили: Юрий Королёв, Виктор Кандалинцев, Фёдор Шамшаев, Валентин Шумаков, Николай Скиба, Александр Володин, Владимир Скиба, Евгений Дядин, Олег Гореев, Владимир Никулин. Других игроков условно можно было разделить на приезжих (в большинстве своём из России) и коренных белорусов. К первым относились Борис Белов (Клин, Подмосковье), Александр Чернышёв (Пермь, Урал), Владимир Наумов (Саратов, Поволжье), Виктор Первушов (Орёл, Черноземье), Евгений Мищенко (Донецк, Украина), ко вторым — Анатолий Белько, Пётр Яковлев, Георгий Кузьмин, Владимир Лашков.
В 1965 году «Нефтяник» обыграв по очереди могилёвский «Металлург», сборную г. Петрикова и в финале брестский «Локомотив», впервые завладел Кубком республики.
В первенствах БССР значимых побед у заводчан не было. С 1965 по 1974 год команда дрейфовала между первым и вторым дивизионами. Чемпионаты 1969 и 1970 годов команда вовсе пропустила.
В 1974 году «Нефтяник» в последний раз выступил в первенстве БССР.
Всего в первенстве БССР «Нефтяник» встречался с 35-ю командами из 23 городов республики.
Проведено 115 матчей, из них 39 побед, 31 ничья и 45 поражений. Разность забитых и пропущенных мячей составляет 135—148.
Самая крупная победа со счётом 4:0 одержана над «Алмазом» (Костюковка) и «Камвольщиком» (Минск).
Самое крупное поражение со счётом 1:9 команда потерпела от витебского «Технолога».
Самая крупная ничья со счётом 4:4 зафиксирована в матче с гродненским «Торпедо».

### 1980—1989
В середине 80-х происходит возрождение команды. Это заслуга молодёжи, работавшей на установках комплекса по производству жидких парафинов. В команде «Парекса» играли Александр Глухов (главный инженер инвестиционных проектов), Евгений Пухов (диспетчер завода), Пётр Зеленик, Валерий Старовойтов (соответственно старший оператор и оператор комплекса «Гидрокрекинг»), Евгений Лещенко, Анатолий Цыбин (начальник футбольной команды «Нафтан»), Анатолий Артюх (главный инженер предприятия). Со временем к основателям коллектива присоединились Владимир Тюликов, Дмитрий Пугачёв.
Команда тренировалась на стадионе СШ № 2. Вскоре она начинает побеждать на городском уровне. В 1989 году «Нефтяник» выигрывает бронзовые награды областного первенства. В следующем сезоне он уже серебряный призёр этих соревнований. 1991 год «Нафтан» становится чемпионом ДФСО профсоюзов БССР.

### 1992—2007
Четвёртый национальный чемпионат «Нафтан» соревновался в подгруппе «Б» и как победитель турнира получил право выступать во второй лиге. Долгое время команда вела борьбу с земляками из «Биолога-Белкона» и в итоге сумела стать первой. В ходе чемпионата коллектив стал именоваться «Нафтан-Девон».
В 2003-м председателем новополоцкого клуба был избран Леонид Данилович Подлипский. В 2004-м он пригласил на должность главного тренера Вячеслава Акшаева. В 2004-м новополочане заняли 10-е место, в 2005-м — 9-е, в 2006-м — 7-е. В 2005 году ФК «Нафтавик» был переименован в ФК «Нафтан».
В 2005-м у руля дубля новополоцкой команды встал Игорь Ковалевич. Проработав два года, возглавил главную команду «Нафтана».

### С 2008 года
По итогам сезона 2009 года команда заняла самое высокое в своей истории место по итогам чемпионата — 4-е. В том же сезоне новополочане впервые завоевали Кубок Беларуси и получил право представить страну на международном уровне.
Первый матч на европейском уровне «Нафтан» проводил в Витебске на ЦСК «Витебский», так как родной стадион не удовлетворял требованиям Лиги Европы. Соперником стал клуб «Гент» из Бельгии. При полных трибунах новополочане смогли выиграть домашний матч — 2:1, дублем в котором отметился Александр Дегтерёв. На выезде клуб уступил со счётом 0:1, и по правилу выездного гола в следующий этап вышел «Гент».
В 2020 году в ходе судебных разбирательств некоторые игроки «Нафтана» были уличены в участии в договорных матчах.
Сезон 2024 новополоцкий клуб закончил на 14-м месте, сохранив место в Высшей лиге в стыковых матчах с «Нивой» из Долбизно. Первый стыковой матч был отмечен скандальным судейством.
9 января 2025 года было объявлено о создании женской команды.

## Достижения
- Высшее достижение в чемпионатах Беларуси — 4-е место (2009)
- Кубок Беларуси
  - Обладатель (2): 2008/2009, 2011/2012
- Кубок Федерации
  - Обладатель: 2007
- Кубок БССР
  - Обладатель: 1965
- Первая лига Беларуси
  - Победитель (2): 1995, 2022
  - Серебряный призёр: 2002
- Третья лига Беларуси, зона «Б»
  - Победитель: 1995

### Факты
- Самая крупная победа — 0:7 (Динамо Брест, 2014).
- Самое крупное поражение — 0:8 (БАТЭ, 2000)

Лучшие бомбардиры по итогам сезона:
- Высшая лига — Валерий Стрипейкис — 18 (1998, 2004)
- Первая лига — Виталий Гаманович — 13 (2002)
- Вторая лига — Игорь Болотник — 25 (1992/93)

## Стадион
Игры клуб проводит на стадионе «Атлант» вместимостью 4522 зрителя. После реконструкции в 2003 году, по требованию АБФФ, были установлены пластиковые сиденья вместо деревянных скамеек. В 2012 году было установлено электронное табло.

## База
В 2009 году у клуба появилась база, на постройку которой ушло более половины бюджета клуба на 2009 год. В одном из интервью Игорь Ковалевич не очень лестно отозвался о базе.

## Текущий состав
| 1  | Флаг Беларуси | Вр  | Артём Денисенко     | 1999 |  |  |  |  |  |
| 13 | Флаг Беларуси | Вр  | Алексей Харитонович | 1995 |  |  |  |  |  |
| 71 | Флаг Беларуси | Вр  | Александр Наумович  | 2001 |  |  |  |  |  |
|    |               |     |                     |      |  |  |  |  |  |
| 3  | Флаг Беларуси | Защ | Никита Костомаров   | 1999 |  |  |  |  |  |
| 5  | Флаг Беларуси | Защ | Андрей Лебедев      | 1991 |  |  |  |  |  |
| 12 | Флаг Беларуси | Защ | Артем Жвирбля       | 2001 |  |  |  |  |  |
| 21 | Флаг Беларуси | Защ | Игнатий Сидор       | 1998 |  |  |  |  |  |
| 23 | Флаг ДР Конго | Защ | Мидо Ялле           | 1997 |  |  |  |  |  |
| 44 | Флаг Беларуси | Защ | Анатолий Санников   | 2004 |  |  |  |  |  |
| 88 | Флаг Беларуси | Защ | Артём Драбатович    | 2003 |  |  |  |  |  |
|    |               |     |                     |      |  |  |  |  |  |
| 4  | Флаг Беларуси | ПЗ  | Антон Суша          | 2000 |  |  |  |  |  |
| 7  | Флаг Беларуси | ПЗ  | Михаил Колядко      | 1988 |  |  |  |  |  |

| 8  | Флаг Беларуси     | ПЗ  | Кирилл Ермакович     | 1999 |  |  |  |  |  |
| 10 | Флаг Украины      | ПЗ  | Евгений Протасов     | 1997 |  |  |  |  |  |
| 11 | Флаг Беларуси     | ПЗ  | Игнат Пранович       | 2003 |  |  |  |  |  |
| 17 | Флаг Беларуси     | ПЗ  | Альберт Копытич      | 2002 |  |  |  |  |  |
| 19 | Флаг Таджикистана | ПЗ  | Алишер Рахимов       | 2002 |  |  |  |  |  |
| 31 | Флаг Узбекистана  | ПЗ  | Руслан Розыев        | 2002 |  |  |  |  |  |
| 52 | Флаг Беларуси     | ПЗ  | Егор Кресс           | 2003 |  |  |  |  |  |
| 66 | Флаг Гвинеи       | ПЗ  | Ямусса Камара        | 2000 |  |  |  |  |  |
| 92 | Флаг Беларуси     | ПЗ  | Кирилл Леонович      | 1998 |  |  |  |  |  |
|    |                   |     |                      |      |  |  |  |  |  |
| 20 | Флаг Грузии       | Нап | Нугзар Спандерашвили | 1999 |  |  |  |  |  |
| 99 | Флаг Беларуси     | Нап | Иван Грудько         | 2004 |  |  |  |  |  |

## Статистика выступлений
Чемпионат и Кубок Беларуси
| Сезон   | Турнир      | Место | И  | В  | Н  | П  | М       | О        | Место в Кубке | Лучший бомбардир                                            |
| ------- | ----------- | ----- | -- | -- | -- | -- | ------- | -------- | ------------- | ----------------------------------------------------------- |
| 1992    | Третья лига | 10    | 15 | 5  | 5  | 5  | 24 — 20 | 15       | 1/32          | Игорь Болотник — 7                                          |
| 1992/93 | Третья лига | 2     | 30 | 19 | 8  | 3  | 71 — 20 | 46       | 1/8           | Игорь Болотник — 25                                         |
| 1993/94 | Третья лига | 3     | 34 | 22 | 5  | 7  | 88 — 31 | 49       | 1/8           | Артём Оводов — 14                                           |
| 1994/95 | Третья лига | 1     | 22 | 20 | 1  | 1  | 65 — 15 | 41       | 1/16          | Артём Оводов — 14                                           |
| 1995    | Вторая лига | 1     | 14 | 10 | 2  | 2  | 29 — 14 | 32       | 1/8           | Валерий Стрипейкис — 9                                      |
| 1996    | Первая лига | 7     | 30 | 13 | 4  | 13 | 43 — 52 | 43       | 1/16          | Роман Ляшенко — 11                                          |
| 1997    | Первая лига | 9     | 30 | 10 | 9  | 11 | 40 — 33 | 39       | 1/16          | Валерий Стрипейкис — 12                                     |
| 1998    | Высшая лига | 13    | 28 | 7  | 4  | 17 | 33 — 47 | 25       | 1/8           | Валерий Стрипейкис — 18                                     |
| 1999    | Высшая лига | 12    | 30 | 8  | 4  | 18 | 39 — 63 | 28       | 1/8           | Владимир Шупилов — 11                                       |
| 2000    | Высшая лига | 13    | 30 | 5  | 7  | 18 | 25 — 69 | 22       | 1/8           | А.Тарасевич — 8                                             |
| 2001    | Высшая лига | 13    | 26 | 4  | 2  | 20 | 18 — 51 | 14       | 1/16          | Сулико Какабадзе — 6                                        |
| 2002    | Первая лига | 2     | 30 | 21 | 5  | 4  | 56 — 23 | 68       | 1/8           | Виталий Гаманович — 13                                      |
| 2003    | Высшая лига | 8     | 30 | 10 | 5  | 15 | 39 — 49 | 35       | 1/16          | Сулико Какабадзе — 10                                       |
| 2004    | Высшая лига | 10    | 30 | 10 | 5  | 15 | 45 — 50 | 35       | 1/2           | Валерий Стрипейкис — 18                                     |
| 2005    | Высшая лига | 9     | 26 | 10 | 3  | 13 | 43 — 44 | 33       | 1/8           | Валерий Стрипейкис — 16                                     |
| 2006    | Высшая лига | 7     | 26 | 11 | 4  | 11 | 45 — 42 | 37       | 1/8           | Александр Дегтерёв — 7                                      |
| 2007    | Высшая лига | 7     | 26 | 9  | 9  | 8  | 28 — 30 | 36       | 1/16          | Филипп Рудик — 4                                            |
| 2008    | Высшая лига | 7     | 30 | 13 | 7  | 10 | 41 — 35 | 46       | 1/16          | Владимир Маковский, Максим Разумов — 7                      |
| 2009    | Высшая лига | 4     | 26 | 12 | 2  | 12 | 28 — 39 | 38       | O             | Филипп Рудик, Евгений Зуев — 5                              |
| 2010    | Высшая лига | 7     | 33 | 11 | 11 | 11 | 41 — 34 | 44       | 1/4           | Валерий Жуковский, Сергей Политевич, Александр Гаврюшко — 5 |
| 2011    | Высшая лига | 7     | 33 | 10 | 7  | 16 | 35 — 35 | 37       | 1/4           | Александр Гаврюшко, Дмитрий Хлебосолов — 6                  |
| 2012    | Высшая лига | 9     | 30 | 7  | 8  | 15 | 23 — 40 | 29       | О             | Фёдор Черных — 5                                            |
| 2013    | Высшая лига | 10    | 32 | 9  | 10 | 13 | 29 — 41 | 37       | 1/16          | Игорь Кривобок — 7                                          |
| 2014    | Высшая лига | 5     | 32 | 11 | 10 | 11 | 40 — 43 | 43       | 1/16          | Вадим Демидович — 9                                         |
| 2015    | Высшая лига | 9     | 26 | 8  | 6  | 12 | 34 — 35 | 30       | 1/8           | Роман Волков — 8                                            |
| 2016    | Высшая лига | 13    | 30 | 7  | 8  | 15 | 25 — 46 | 29       | 1/2           | Дмитрий Борисов, Евгений Лебедев — 4                        |
| 2017    | Высшая лига | 16    | 30 | 4  | 6  | 20 | 18 — 57 | 13       | 1/8           | Захар Волков — 4                                            |
| 2018    | Первая лига | 5     | 28 | 10 | 11 | 7  | 28 — 24 | 41       | 1/16          | Алексей Белевич — 6*, Азам Раджабов — 5                     |
| 2019    | Первая лига | 5     | 28 | 13 | 8  | 7  | 58-43   | 47       | 1/8           | Дмитрий Тамело — 11                                         |
| 2020    | Первая лига | 12    | 26 | 10 | 6  | 10 | 36-43   | 21 (-15) | 1/8           | Александр Новик Александр Янченко Денис Трапашко — 5        |
| 2021    | Первая лига | 8     | 33 | 11 | 11 | 11 | 44-46   | 44       | 1/16          | Искандар Заробеков — 16                                     |

Баланс игр (на 13.11.2018):
- Высшая лига: +189=131—294, 547—935;
- Первая лига: +41=18—13, 113—61;
- Вторая лига: +66=19—16, 248—86.

## Выступления в еврокубках
Клуб дебютировал в еврокубках в 2010 году: во втором отборочном раунде Лиги Европы УЕФА 2009/10 новополочане лишь по правилу выездного гола уступили бельгийскому «Генту».
В 2012 году новополочане снова приняли старт в Лиги Европы. На этот раз соперником стал самый титулованный клуб Восточной Европы — белградская «Црвена звезда». В двух очень результативных встречах с перевесом в один мяч верх взяли сербы.
| Сезон   | Соревнование     | Раунд       | Клуб          | Дома | В гостях | Итог    |
| ------- | ---------------- | ----------- | ------------- | ---- | -------- | ------- |
| 2009/10 | Лига Европы УЕФА | 2 кв. раунд | Гент          | 2:1  | 0:1      | 2:2(гв) |
| 2012/13 | Лига Европы УЕФА | 2 кв. раунд | Црвена звезда | 3:4  | 3:3      | 6:7     |